# Estação Plural
Estação Plural é um programa de televisão brasileiro produzido e exibido originalmente pela TV Brasil. Estreado em 2016, o programa é apresentado pela cantora e compositora Ellen Oléria, o jornalista Fernando Oliveira (Fefito) e a ex-integrante da banda Uó, Mel Gonçalves.
O programa conta a cada episódio com um convidado especial, abordando temas de comportamento e um estudo leve da sociedade; levantado várias questões do ser humano bem como debatendo quebrando tabus. É o primeiro programa de televisão aberta LGBT, sempre no final de cada episódio apresenta alguma matéria sobre o assunto.